# 2020-as WTA 125K versenysorozat
A 2020-as WTA 125K versenysorozat a WTA által szervezett nemzetközi versenysorozat volt az élvonalat követő profi női teniszezők számára. A 2020-as évad az előzetes versenynaptárban 15 tornát foglalt magába, amelyek mindegyikének díjalapja 125 000 amerikai dollár volt, kivéve az Oracle Challenger Series tornáit, amelyeken a díjalap 162 480 dollár. A Covid19 koronavírus-járvány miatt több torna elmaradt.

## Szerezhető ranglistapontok
Rövidítések: Gy=győzelem; D=döntős; ED=elődöntős; ND=negyeddöntős; R16=16 között; R32=32 között; Q=kvalfikációt szerzett; Q2=kvalifikáció 2. fordulója; Q1=kvalifikáció 1. fordulója.
| Esemény               | Gy  | D  | ED | ND | R16 | R32 | R48 | Q | Q2 | Q1 |
| --------------------- | --- | -- | -- | -- | --- | --- | --- | - | -- | -- |
| Egyéni (48 résztvevő) | 160 | 95 | 57 | 29 | 15  | 8   | 1   | 4 | –  | 1  |
| Egyéni (32 résztvevő) | 160 | 95 | 57 | 29 | 15  | 1   | –   | 6 | 4  | 1  |
| Páros (16 pár)        | 160 | 95 | 57 | 29 | 1   | –   | –   | – | –  | –  |
| Páros (8 pár)         | 160 | 95 | 57 | 1  | –   | –   | –   | – | –  | –  |

## Versenynaptár
| Kezdet         | Torna | Bajnok                                 | Döntős                                 | Elődöntősök                          | Negyeddöntősök                                                               |
| -------------- | --- | -------------------------------------- | -------------------------------------- | ------------------------------------ | ---------------------------------------------------------------------------- |
| Január 27.     | Oracle Challenger Series – Newport Beach Newport Beach, Kalifornia, Egyesült Államok $162,480 – Kemény – 48S/4Q/16D | Madison Brengle 6–1, 3–6, 6–2          | Stefanie Vögele                        | Nadia Podoroska Taylor Townsend      | Jessica Pegula Tatjana Maria Christina McHale Coco Vandeweghe                |
| Január 27.     | Oracle Challenger Series – Newport Beach Newport Beach, Kalifornia, Egyesült Államok $162,480 – Kemény – 48S/4Q/16D | Hayley Carter Luisa Stefani 6–1, 6–3   | Marie Benoît Jessika Ponchet           | Nadia Podoroska Taylor Townsend      | Jessica Pegula Tatjana Maria Christina McHale Coco Vandeweghe                |
| Március 2.     | Oracle Challenger Series – Indian Wells Indian Wells, Kalifornia, Egyesült Államok $162,480 – Kemény – 48S/4Q/16D   | Irina-Camelia Begu 6–3, 6–3            | Doi Miszaki                            | Vera Zvonarjova Leszja Curenko       | Laura Siegemund Yanina Wickmayer Jessica Pegula Olga Danilović               |
| Március 2.     | Oracle Challenger Series – Indian Wells Indian Wells, Kalifornia, Egyesült Államok $162,480 – Kemény – 48S/4Q/16D   | Asia Muhammad Taylor Townsend 6–4, 6–4 | Caty McNally Jessica Pegula            | Vera Zvonarjova Leszja Curenko       | Laura Siegemund Yanina Wickmayer Jessica Pegula Olga Danilović               |
| Március 16.    | Abierto Zapopan Guadalajara, Mexikó $125,000 – Kemény – 32S/16Q/16D                                                 | Törölve a koronavírus-járvány miatt.   | Törölve a koronavírus-járvány miatt.   | Törölve a koronavírus-járvány miatt. | Törölve a koronavírus-járvány miatt.                                         |
| Április 13.    | Xi'an Open Hszian, Kína $125,000 – Kemény – 32S/16Q/16D                                                             | Törölve a koronavírus-járvány miatt.   | Törölve a koronavírus-járvány miatt.   | Törölve a koronavírus-járvány miatt. | Törölve a koronavírus-járvány miatt.                                         |
| Április 20.    | Kunming Open Anning, Kína $125,000 – Salak – 32S/16Q/16D                                                            | Törölve a koronavírus-járvány miatt.   | Törölve a koronavírus-járvány miatt.   | Törölve a koronavírus-járvány miatt. | Törölve a koronavírus-járvány miatt.                                         |
| Június 1.      | Bol Open Bol, Horvátország $125,000 – Salak – 32S/16D                                                               | Törölve a koronavírus-járvány miatt.   | Törölve a koronavírus-járvány miatt.   | Törölve a koronavírus-járvány miatt. | Törölve a koronavírus-járvány miatt.                                         |
| Július 6.      | Swedish Open Båstad, Svédország $125,000 – Salak – 32S/16D                                                          | Törölve a koronavírus-járvány miatt.   | Törölve a koronavírus-járvány miatt.   | Törölve a koronavírus-járvány miatt. | Törölve a koronavírus-járvány miatt.                                         |
| Július 27.     | Karlsruhe Open Karlsruhe, Németország $125,000 – Salak – 32S/6Q/8D                                                  | Törölve a koronavírus-járvány miatt.   | Törölve a koronavírus-járvány miatt.   | Törölve a koronavírus-járvány miatt. | Törölve a koronavírus-járvány miatt.                                         |
| Július 27.     | Oracle Challenger Series – New Haven New Haven, Connecticut, Egyesült Államok $162,480 – Kemény – 48S/4Q/16D        | Törölve a koronavírus-járvány miatt.   | Törölve a koronavírus-járvány miatt.   | Törölve a koronavírus-járvány miatt. | Törölve a koronavírus-járvány miatt.                                         |
| Augusztus 31.  | Prague Open Prága, Csehország 3 075 000 $ – Salak – 128S/32D                                                        | Kristína Kučová 6–4, 6–3               | Elisabetta Cocciaretto                 | Ivana Jorović Nadia Podoroska        | Francesca Jones Çağla Büyükakçay Marina Melnyikova Anna Karolína Schmiedlová |
| Augusztus 31.  | Prague Open Prága, Csehország 3 075 000 $ – Salak – 128S/32D                                                        | Lidzija Marozava Andreea Mitu 6–4, 6–4 | Giulia Gatto Monticone Nadia Podoroska | Ivana Jorović Nadia Podoroska        | Francesca Jones Çağla Büyükakçay Marina Melnyikova Anna Karolína Schmiedlová |
| Szeptember 7.  | Warsaw Open Varsó, Lengyelország $125,000 – Salak – 32S/6Q/8D                                                       | Törölve a koronavírus-járvány miatt.   | Törölve a koronavírus-járvány miatt.   | Törölve a koronavírus-járvány miatt. | Törölve a koronavírus-járvány miatt.                                         |
| Szeptember 28. | Tashkent Open Taskent, Üzbegisztán $125,000 – Kemény – 32S/6Q/8D                                                    | Törölve a koronavírus-járvány miatt.   | Törölve a koronavírus-járvány miatt.   | Törölve a koronavírus-járvány miatt. | Törölve a koronavírus-járvány miatt.                                         |
| Október 19.    | OEC Taipei WTA Challenger Tajpej, Tajvan $125,000 – Szőnyeg (f) – 32S/16Q/16D                                       | Törölve a koronavírus-járvány miatt.   | Törölve a koronavírus-járvány miatt.   | Törölve a koronavírus-járvány miatt. | Törölve a koronavírus-járvány miatt.                                         |
| November 16.   | Oracle Challenger Series – Houston Houston, Egyesült Államok $162,480 – Kemény – 48S/4Q/16D                         | Törölve a koronavírus-járvány miatt.   | Törölve a koronavírus-járvány miatt.   | Törölve a koronavírus-járvány miatt. | Törölve a koronavírus-járvány miatt.                                         |
| December 14.   | Open de Limoges Limoges, Franciaország $125,000 – Kemény (f) – 32S/8Q/8D                                            | Törölve a koronavírus-járvány miatt.   | Törölve a koronavírus-járvány miatt.   | Törölve a koronavírus-járvány miatt. | Törölve a koronavírus-járvány miatt.                                         |

### Győzelmek versenyzőnként
| Össz | Versenyző                | Egyéni | Páros | Egyéni | Páros |
| ---- | ------------------------ | ------ | ----- | ------ | ----- |
| 1    | Irina-Camelia Begu (ROU) | ●      |       | 1      | 0     |
| 1    | Madison Brengle (USA)    | ●      |       | 1      | 0     |
| 1    | Kristína Kučová (SVK)    | ●      |       | 1      | 0     |
| 1    | Hayley Carter (USA)      |        | ●     | 0      | 1     |
| 1    | Lidzija Marozava (BLR)   |        | ●     | 0      | 1     |
| 1    | Andreea Mitu (ROU)       |        | ●     | 0      | 1     |
| 1    | Asia Muhammad (USA)      |        | ●     | 0      | 1     |
| 1    | Luisa Stefani (BRA)      |        | ●     | 0      | 1     |
| 1    | Taylor Townsend (USA)    |        | ●     | 0      | 1     |

### Győzelmek országonként
| Össz | Ország                    | Egyéni | Páros |
| ---- | ------------------------- | ------ | ----- |
| 3    | Amerikai Egyesült Államok | 1      | 2     |
| 2    | Románia                   | 1      | 1     |
| 1    | Szlovákia                 | 1      | 0     |
| 1    | Brazília                  | 0      | 1     |
| 1    | Fehéroroszország          | 0      | 1     |